# 칭다오 지하철 13호선

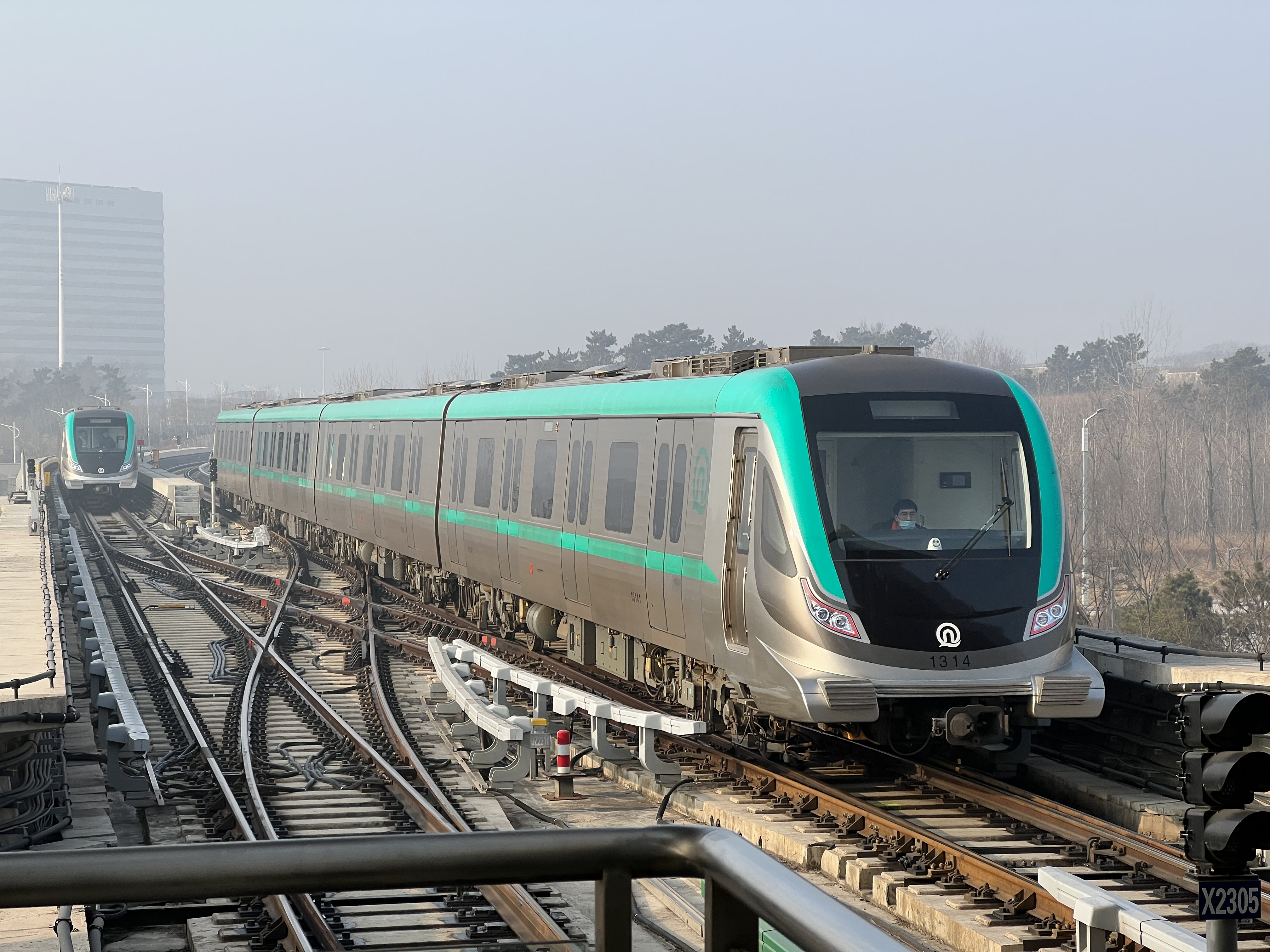

칭다오 지하철 13호선(중국어 간체자: 青岛地铁13号线)은 중화인민공화국 산둥 성 칭다오 시의 철도 노선 중 하나로 황다오 구 해안부의 남북방향 급행선이다.

## 개요
총연장 70.3km(2019년 상반기 현재 13호선은 산둥성 및 칭다오시에서 가장 긴 지하철 노선)로 칭다오개발구 자링장루역에서 출발해 링산웨이, 차오양산CBD, 황다오 중심구, 구진구 서비스보장구, 항청CBD를 거쳐 둥자커우역으로 종착한다. 노선은 주로 강산로, 동악중로, 대주산중로, 비우로, 연해대로, 항성계획공북로 및 박리중로를 따라 부설된다.

## 역 목록
전 노선에 구진구 차량기지, 영산위주차장, 둥자커우주차장이 있으며, 영산위역, 세기대로역 및 둥자커우역에 개폐소, 변전소 33기가 설치되어 있다.
| 역 번호 | 역명   | 중국어 역명 | 접속 노선             | 역간 거리 |
| ------- | ------ | ----------- | --------------------- | --------- |
| 101     | 왕가항 | 王家港      | ■ 칭다오 지하철 6호선 | 3.6       |